# The Nylon Curtain
Pour les articles homonymes, voir Curtain.

The Nylon Curtain est le huitième album studio du chanteur et compositeur américain Billy Joel. Il est sorti le 23 septembre 1982.
Cet album arriva à la septième place du moment dans les charts américaines, avec deux millions de ventes[réf. nécessaire]. Il fut un des premiers albums à être enregistré, mixé et masterisé numériquement[réf. nécessaire].  